# David Sharpe
David Sharpe (Jacksonville, 21 ottobre 1995) è un giocatore di football americano statunitense che milita nel ruolo di offensive tackle per gli Houston Texans della National Football League  (NFL).

## Carriera
Sharpe al college giocò a football con i Florida Gators dal 2014 al 2016. Fu scelto dagli Oakland Raiders nel corso del quarto giro (129º assoluto) del Draft NFL 2017. Debuttò come professionista il 19 ottobre subentrando nella gara del settimo turno vinta contro i Kansas City Chiefs per 31-30.